# 近鉄5820系電車
近鉄5820系電車（きんてつ5820けいでんしゃ）は、近畿日本鉄道（近鉄）の保有する電車（通勤用の一般車両）。

## 概要
5800系（L/Cカー・デュアルシート採用車）をベースに車体、走行機器を見直した「シリーズ21」の一系列で、奈良線用は2000年に、大阪線用は2002年に登場し、2003年までに6両編成7本 (42両) が製造された。

## 車両概説

### 車体
塗装は3220系に準じて車体上部をアースブラウン、車体下部をクリスタルホワイトに、そしてサンフラワーイエロー帯に配色されている。側面窓ガラスは車端部を除いて固定式となり、5800系などにあった中央の縦桟はなくなっている。5800系と異なり、L/Cカーをイメージしたグラフィックロゴのカラーシールは先頭車前面のみ貼られ、運転席後部戸袋部とデュアルシートを設置した窓下には貼られていない。

### 内装
デュアルシートは5800系同様、扉間に2人掛け3列のクロスシートまたは6人掛けのロングシートとなるよう配置されているが、車内全体の配色は他の「シリーズ21」車両に合わせて仕様変更されている。シートモケットの色は赤系統に変更されており、ヘッドレストの色も車体色に合わせたアースブラウンとしている。また車端部の固定ロングシートは3220系などと同一とされたが1人掛け優先座席「らくらくコーナー」はデュアルシート部分には用意されず、車端部のロングシート部分のみに用意されている。化粧板とつり革、仕切り壁は5800系と同一仕様であるが、床敷物は5800系よりも明るく仕上げられている。全体的にグレートーンでまとめられた内装と、赤系の座席や大型の固定窓と相まってより質の高い開放感と高級感の漂う車内空間となっている。この他、車内案内表示器を出入り口上部に正面を向いて左右交互になるように設置している。

大阪線所属のク5750形およびサ5550形を連結した編成には車椅子対応の洋式トイレが設置されている。従来のトイレ装備車とは異なりトイレ前の区画は車椅子スペースとし、座席を設置していない。

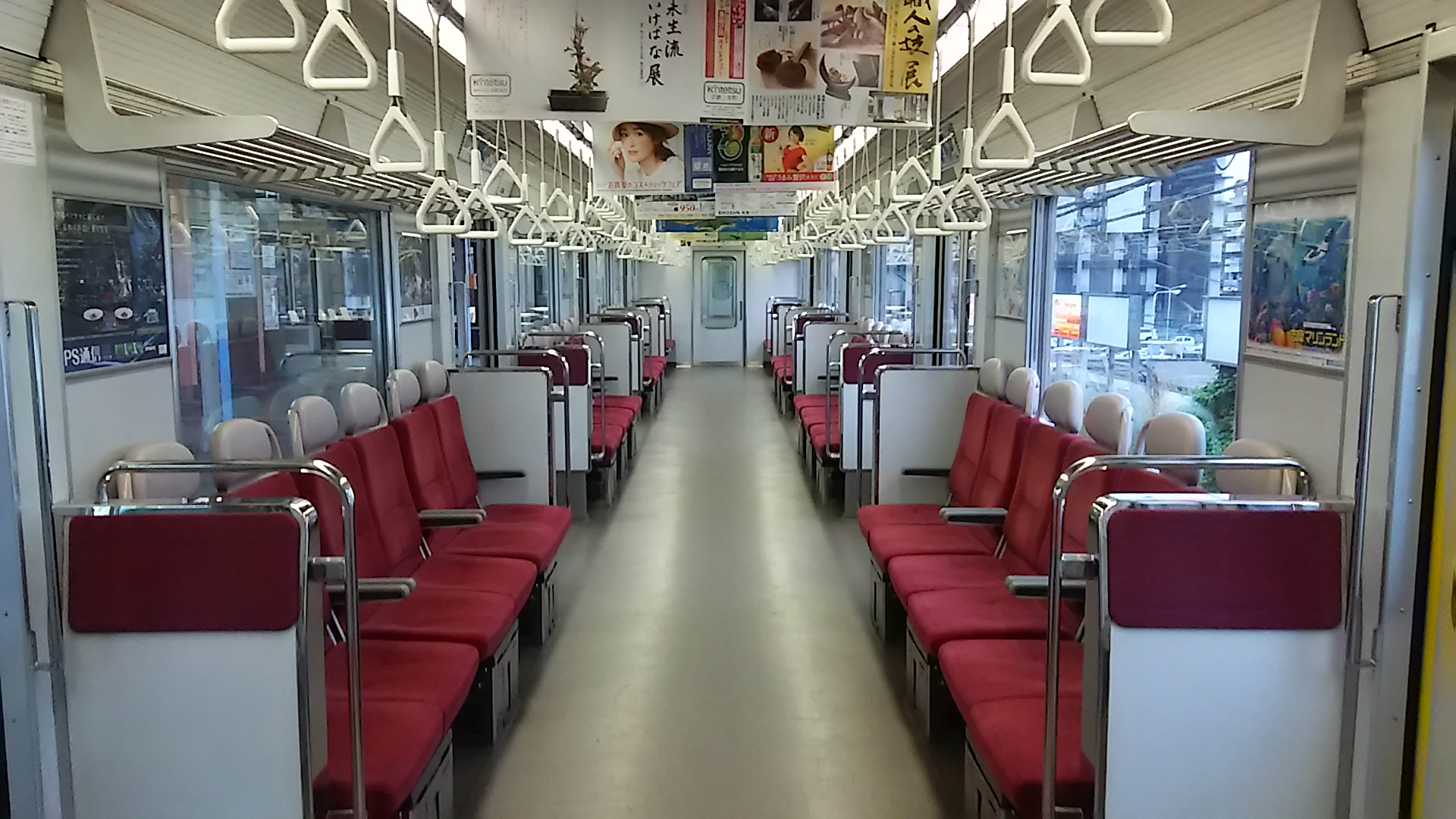
ロングシート時
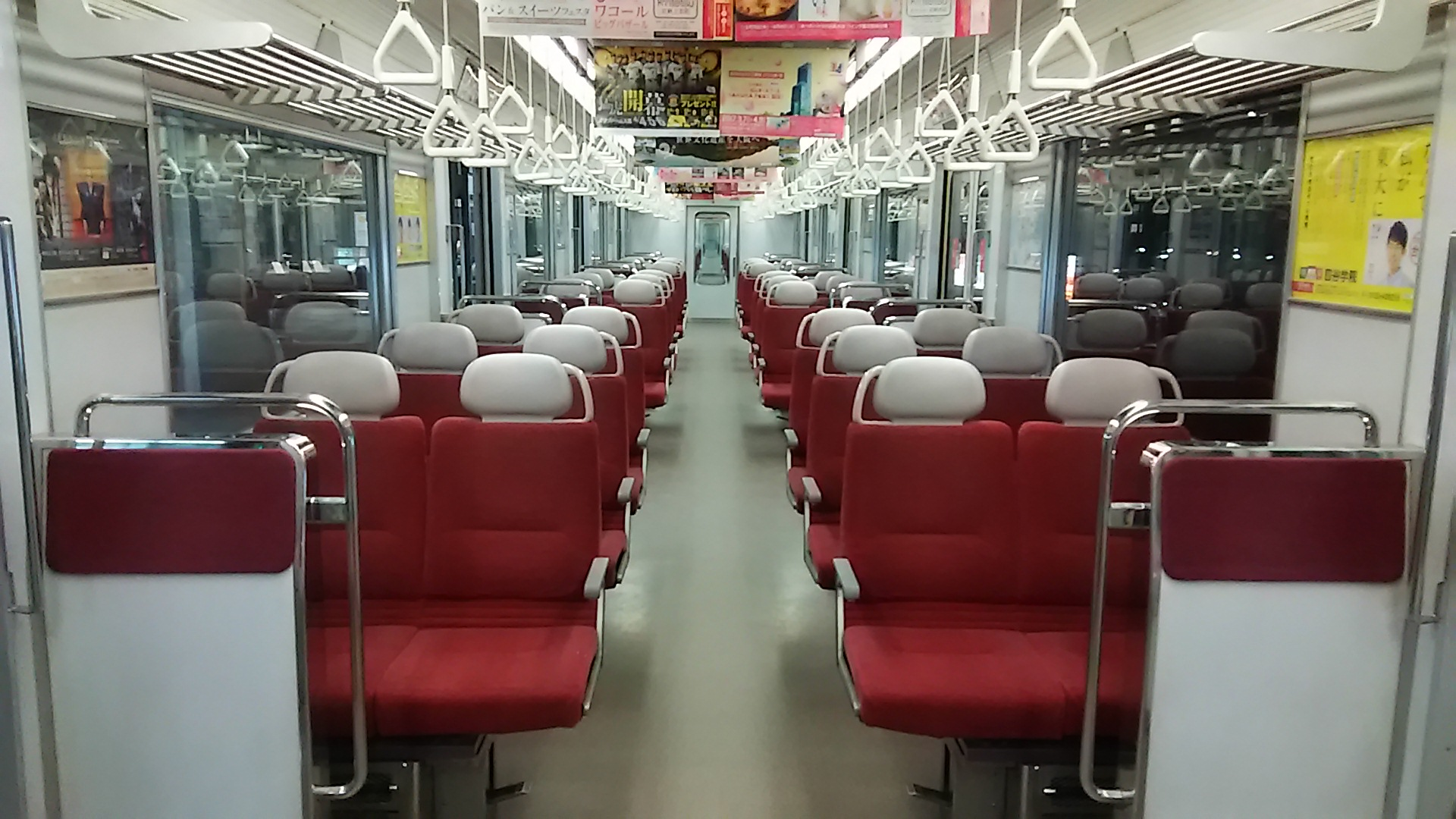
クロスシート時
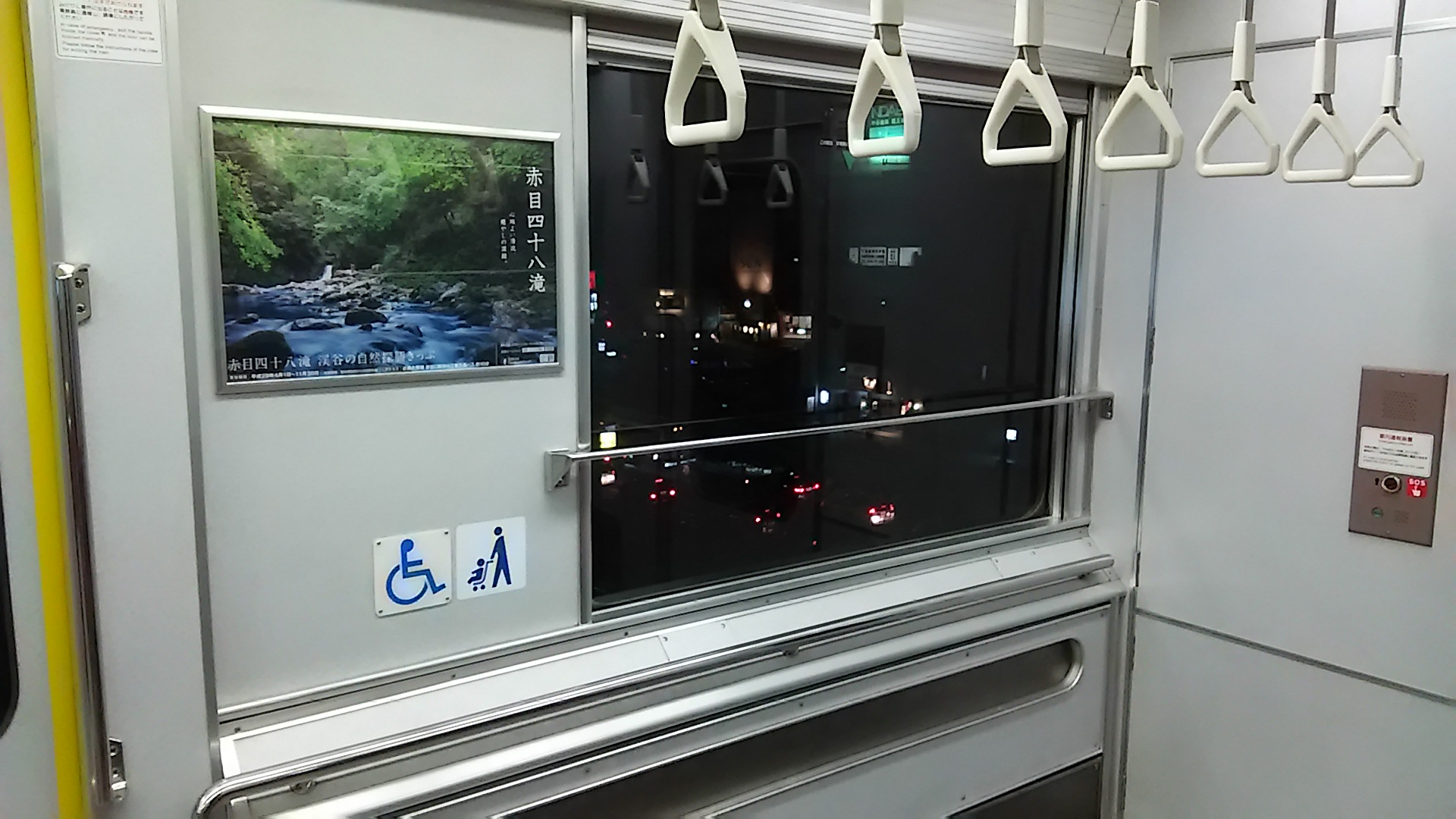
車椅子スペース
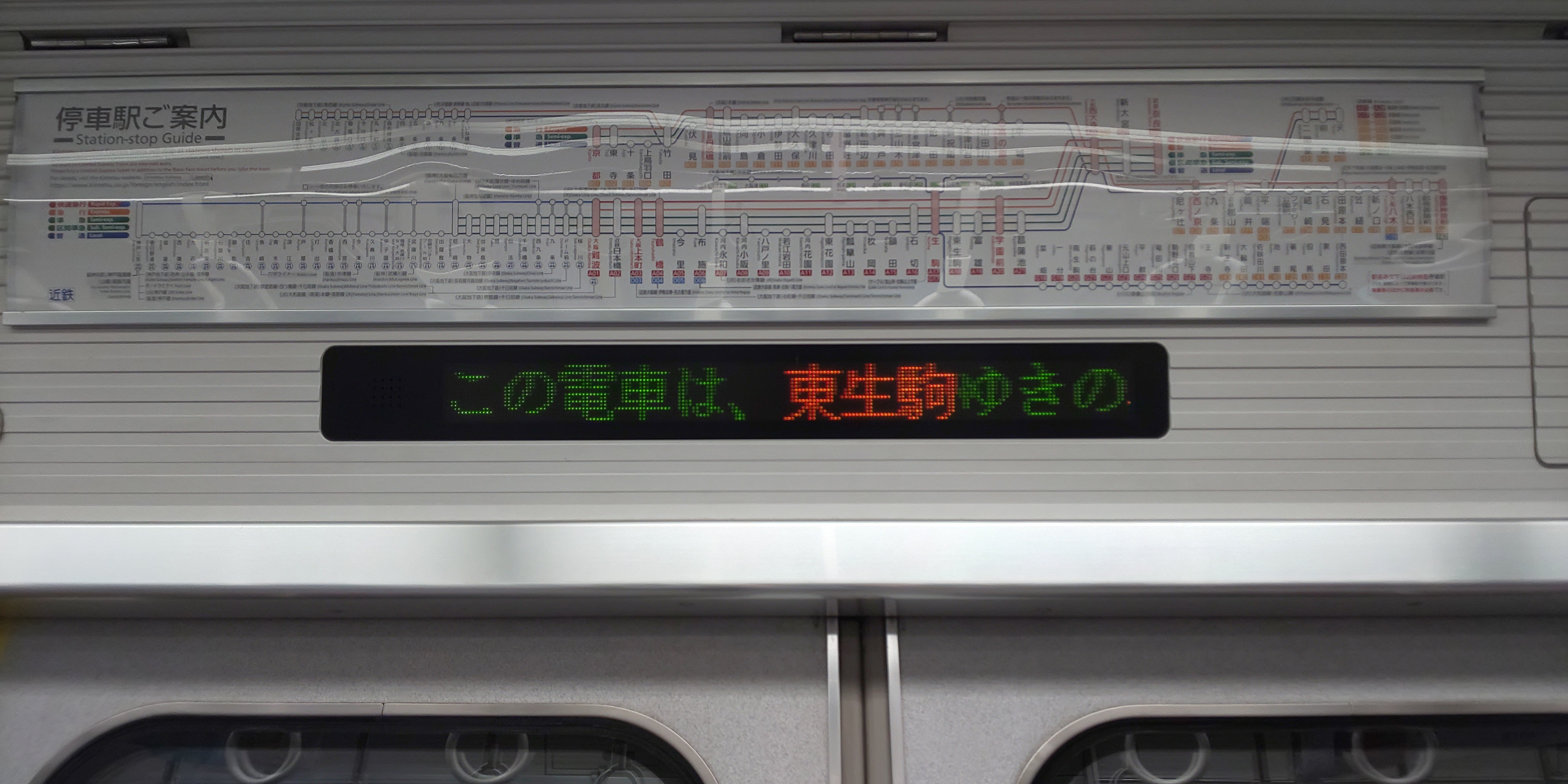
車内案内表示器

### 機器類
基本的な走行機器は先行して登場した3220系に準拠している。制御装置は1C4M制御によるIGBT素子（3300V/1200A）のVVVFインバータ制御を採用したが、シリーズ21では同じ系列で三菱電機製と日立製作所製が混在しており、本系列では5825Fと5852F以外の編成は三菱製インバータを搭載している。
制動装置は電気指令式ブレーキだが、電磁直通ブレーキである従来車との連結を考慮してブレーキ読替装置が搭載されている。主電動機は三菱電機製MB-5085A形（185kW×4）を採用し、歯車比は6.31へと再び大きくなった。SIVは三菱電機製NC-WAT140、空気圧縮機はHS-20を搭載。性能面では最高速度105km/hおよび110km/hを確保している。
台車は全軸片押し踏面ブレーキ式のボルスタレス台車で、電動車（M）はKD-311形、制御車（Tc）・付属車（T）はKD-311A形を装着する。また、大阪線所属車のサ5550形およびモ5450形の貫通路部分には入換用の簡易運転台と前照灯が設けられ、大阪側2両と宇治山田側4両で分割可能な構成としている。
集電装置はM車に1基ずつ搭載され、2018年4月時点では5822F・5823Fが下枠交差形を装備する他は、シングルアーム式を装備する。

## 改造

### 阪神電車相互直通対応改造
奈良線所属車については、2006年から2007年にかけて阪神直通運転対応工事（阪神用のATSと列車選別装置の設置）およびク5320形に貫通幌受台座と先頭連結部への注意喚起スピーカー取付工事が行われた。

### その他
2009年3月に奈良線所属車の、2012年に大阪線所属車のL/Cマークが撤去されている。

## 編成
|                   | ← 神戸三宮・大阪難波・京都近鉄奈良・天理・橿原神宮前 → |             |             |             |             |              |
| 西大寺検車区 所属 | Tc1 ク5720形                                           | M1 モ5820形 | M2 モ5620形 | T サ5520形  | M3 モ5420形 | Tc2 ク5320形 |
|                   | ← 大阪上本町宇治山田・鳥羽 →                           |             |             |             |             |              |
| 高安検車区 所属   | Tc2 ク5350形                                           | M3 モ5450形 | T サ5550形  | M2 モ5650形 | M1 モ5850形 | Tc1 ク5750形 |

## 配置と運用線区

### 奈良線・京都線用
- 近鉄難波線・近鉄大阪線（大阪上本町駅 - 布施駅）・近鉄奈良線・近鉄京都線・近鉄橿原線・近鉄天理線[2]
- 阪神本線（神戸三宮駅 - 尼崎駅）・阪神なんば線

2018年4月現在、西大寺検車区に6両編成5本（5821F - 5825F）を配置している。編成記号はDH。
5800系および9820系、1026系1026F - 1029Fと共通運用で、奈良線および阪神なんば線、阪神本線直通列車を中心に運用されている。京都線、橿原線、天理線でも運用されている。

### 大阪線用
- 近鉄大阪線・近鉄山田線・近鉄鳥羽線[2]

2018年4月現在、高安検車区に6両編成2本（5851F・5852F）を配置している。電算記号はDF。
5800系との共通運用とされ、6両編成のほか、他形式と併結して8両編成で運用されている。

## アートライナー

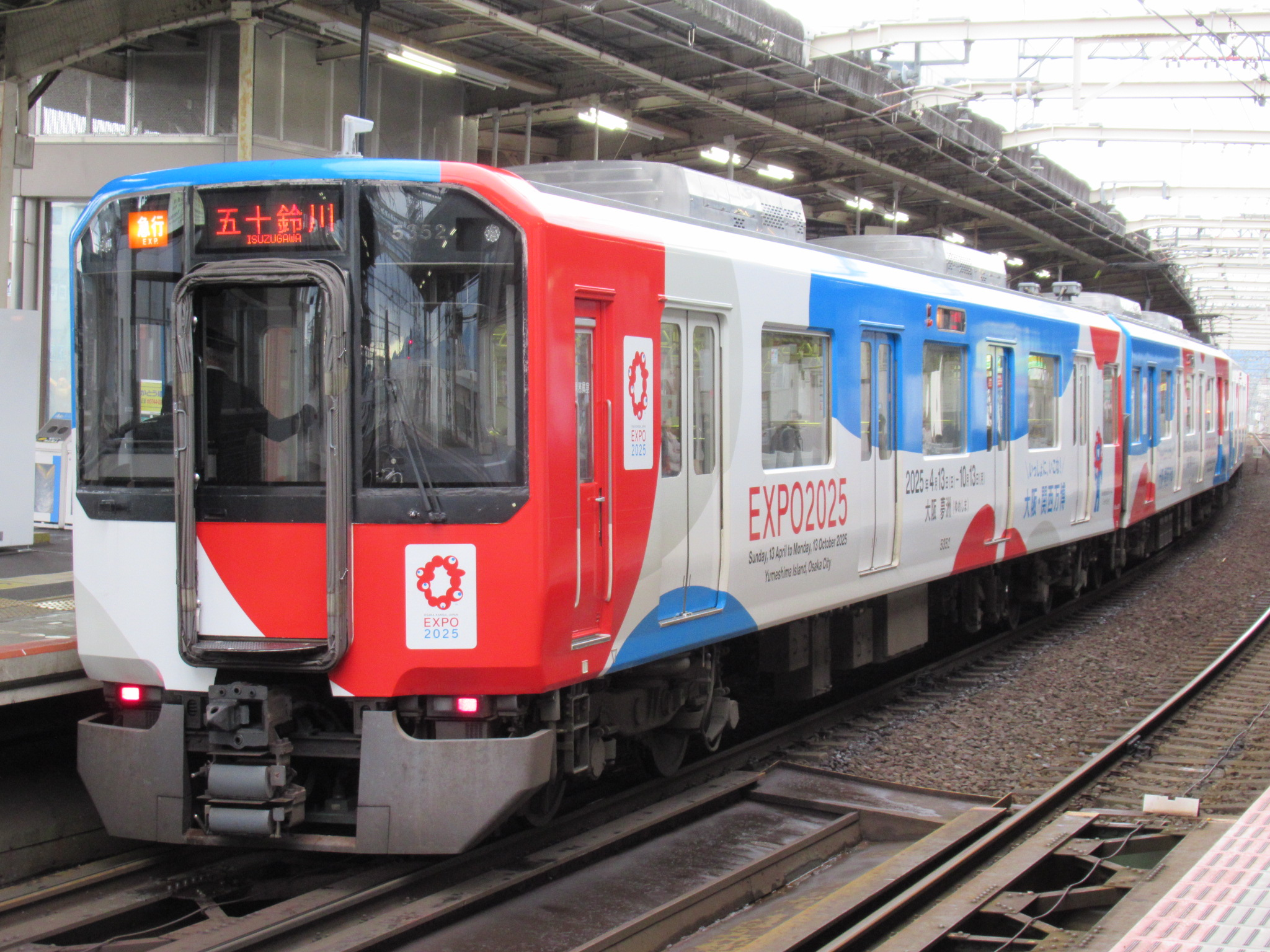
5852F　大阪・関西万博ラッピングトレイン

- 5821F：スカイランド生駒（2003年7月 - 2003年11月）
- 5822F：高津理容美容専門学校（KOZU）（2004年10月 - 2006年11月）
- 5823F：明治安田生命（2005年8月）
  - 運行開始直後に同社を発端として保険会社の保険金不払い事件が発覚し、明治安田生命側が広告掲出を取りやめたことにより、1週間足らずで運行を終了している。
- 5852F：大阪・関西万博ラッピングトレイン（2023年11月30日〜2025年10月13日までの予定[11]）